# Burg Valleray
Die Burg Valleray ist eine abgegangene Burg unmittelbar südlich des Weilers Vallery in der Gemarkung Ratzenried der Gemeinde Argenbühl im Landkreis Ravensburg (Baden-Württemberg).
Auf die Burganlage, die um 1200 erwähnt wurde und im Besitz des Klosters St. Gallen genannt wurde, weist seit 1941 ein Gedenkstein von Otto Merkt hin.